# Прапор Санкт-Віта
Прапор Санкт-Віта — муніципальний прапор муніципалітету Санкт-Віт в провінції Льєж. Прапор можна описати так:
Три вертикальні червоно-біло-червоні смуги (1:3:1), на білій смузі зображений лев із міського герба.
Кольори прапора і лева походять від міського герба.

Герб Санкт-Віта